# Dietmar Koelzer
Dietmar Koelzer (* 8. März 1950) ist ein deutscher Kameramann.
Er ist seit den 1970er Jahren als Kameramann tätig. Für den Film Das Wunder von Loch Ness wurde er 2008 für den Deutschen Fernsehpreis (Beste Kamera) nominiert. 

## Filmografie (Auswahl)
- 1973: Mein Onkel Benjamin
- 1975: Hoftheater
- 1985: Es muß nicht immer Mord sein (Fernsehserie, 5 Folgen)
- 1985–2012: Ein Fall für zwei (Fernsehserie)
  - 1985:  Schwarze Zahlen
  - 1986:  Schwind paßt auf
  - 1987:  Tatzeit
  - 1987:  Über den Tod hinaus…
  - 1987:  Lebenslänglich für einen Toten
  - 1988:  Tödliche Versöhnung
  - 1988: Man lebt nur einmal
  - 1991: Blattschuß
  - 1991: Tod frei Haus
  - 1992: Härter als Glas
  - 1993: Ein Ticket im Himmel
  - 2004: Ticket ins Jenseits
  - 2012: Frankfurt Superstar
- 1992: Tatort – Kainsmale
- 1992–1998: Wolffs Revier (Fernsehserie, 21 Folgen)
- 1994: Die Kommissarin (Fernsehserie, 7 Folgen)
- 1995: Tatort – Die schwarzen Bilder
- 1995: Tatort – Tod eines Auktionators
- 1995: Frankie – Liebe, Laster, Rock ’n’ Roll (Fernseh-Fünfteiler)
- 2000: Der Runner, Fernsehfilm
- 2001: Lenya – Die größte Kriegerin aller Zeiten
- 2002: Herz oder Knete
- 2003–2005: Der Ermittler (Fernsehserie, 9 Folgen)
- 2006: Stunde der Entscheidung
- 2007: Ich leih’ mir eine Familie
- 2008: Das Wunder von Loch Ness
- 2009–2013: Der Staatsanwalt (Fernsehserie, 12 Folgen)
- 2011: Ein starkes Team – Gnadenlos
- 2014: Nichts für Feiglinge
- 2014: Alles Verbrecher – Eiskalte Liebe
- 2016: Das beste Stück vom Braten
- 2016: Hotel Heidelberg: Kramer gegen Kramer
- 2016: Hotel Heidelberg: Kommen und Gehen
- 2016: Hotel Heidelberg: Tag für Tag